# Conopomorpha
Genre
Conopomorpha est un genre d'insectes lépidoptères (papillons) de la famille des Gracillariidae, originaire des régions tropicales.

## Liste d'espèces
Selon Catalogue of Life (3 oct. 2013) :
- Conopomorpha antimacha
- Conopomorpha chionochtha
- Conopomorpha chionosema
- Conopomorpha cramerella
- Conopomorpha cyanospila
- Conopomorpha euphanes
- Conopomorpha fustigera
- Conopomorpha habrodes
- Conopomorpha heliopla
- Conopomorpha litchiella
- Conopomorpha oceanica
- Conopomorpha sinensis
- Conopomorpha zaplaca

Selon NCBI (3 oct. 2013) :
- Conopomorpha cramerella
- Conopomorpha heliopla
- Conopomorpha litchiella
- Conopomorpha sinensis